# Shoreditch
 (avril 2020).
Si vous disposez d'ouvrages ou d'articles de référence ou si vous connaissez des sites web de qualité traitant du thème abordé ici, merci de compléter l'article en donnant les références utiles à sa vérifiabilité et en les liant à la section « Notes et références ».
Shoreditch est un quartier de l'Est de Londres (East End), compris dans le borough londonien de Hackney, en Angleterre. C'est une zone urbaine à l'intérieur de Inner London immédiatement au Nord de la City, située à 4 km au Nord-Est de Charing Cross.
Le quartier est accessible avec la gare de Shoreditch High Street avec le London Overground.

## Historique
Autrefois quartier à prédominance ouvrière, Shoreditch est devenu depuis le milieu des années 1990 un quartier à la mode de Londres, particulièrement associé aux industries créatives. La zone a été soumise à une gentrification considérable, accompagnée d'une augmentation vertigineuse des prix des terrains et des propriétés entre les années 1990 et 2010. Les anciens bâtiments industriels ont été convertis en bureaux et appartements, tandis que certaines rues sont réputés pour leurs clubs et pubs très variés. Les galeries d'art, les bars, les restaurants, les entreprises médiatiques et le nouveau  campus de Community College sont des caractéristiques de cette transformation.

## Personnalités liées à la commune
- Barbara Windsor (1937-2020), actrice britannique.